# Рабичев Наум Натанович
Наум Натанович Рабичев (Зайденшнер) (1898, місто Житомир Волинської губернії, тепер Житомирської області — 1938, Москва) — радянський партійний і профспілковий діяч, завідувач відділу культури ВУРПС, завідувач Управління мистецтв Наркомату освіти УСРР, директор Центрального музею Леніна. Член Ревізійної Комісії КП(б)У в листопаді 1927 — січні 1934 р. Член Комісії партійного контролю при ЦК ВКП(б) в лютому 1934 — січні 1938 р.

## Біографія
Народився у бідній єврейській родині ремісника-маляра. З 1907 року навчався у Воронезькому реальному училищі, брав участь в підпільних соціал-демократичних гуртках молоді.
Член РСДРП(б) з грудня 1914 року.
У серпні 1915 — лютому 1916 року — заступник завідувача біржі праці біженців у місті Воронежі.
У 1916 році закінчив Воронезьке реальне училище. У вересні 1916 — червні 1917 року — студент Нижньогородського політехнічного інституту в місті Нижньому Новгороді (закінчив тільки перший курс).
У червні 1917 — травні 1918 року — член Воронезької міської ради від більшовиків; заступник голови виконавчого комітету Воронезької губернської ради. Одночасно з серпня 1917 року — член редакційної колегії воронезької більшовицької газети «Коммуна». З жовтня 1917 року працював секретарем бюро Воронезького партійного комітету РСДРП(б).
У травні 1918 — жовтні 1919 року — в Московському міському комітеті РКП(б): інструктор, секретар районного комітету РКП(б) залізничного вузла у Москві. Закінчив 1 курс Московського комерційного інституту.
З листопада 1919 року — в Червоній армії на політичній роботі. У листопаді 1919 — липні 1920 року — заступник начальника, начальник політичного відділу 58-ї, 47-ї і 7-ї стрілецьких дивізій РСЧА. У липні 1920 — січні 1921 року — заступник начальника, начальник політичного відділу 12-ї армії РСЧА.
У січні 1921 — липні 1922 року — заступник начальника Політичного управління військового округу в містах Києві та Катеринославі. У липні 1922 — червні 1923 року — заступник начальника Політичного управління військ України і Криму (Українського військового округу) в Харкові.
У червні 1923 — вересні 1924 року — завідувач агітаційно-пропагандистського відділу ЦК ВКП(б) у Москві.
У вересні 1924 — 19 грудня 1929 року — завідувач культвідділу (відділу культури і пропаганди) і член президії Всеукраїнської республіканської ради професійних спілок (ВУРПС).
З грудня 1929 по серпень 1930 року — начальник Управління мистецтв і член колегії Народного комісаріату освіти Української СРР в Харкові.
У серпні 1930 — березні 1934 року — заступник завідувача відділу культури і пропаганди ЦК ВКП(б) у Москві.
З квітня 1934 по червень 1936 року — завідувач Партійного видавництва ЦК ВКП(б) «Партвидав». З вересня 1935 по січень 1938 року — директор Центрального музею Леніна у Москві. Одночасно, з липня 1936 по січень 1938 року — заступник директор Інституту Маркса-Енгельса-Леніна.
У травні — серпні 1937 року — заступник голови Всесоюзного комітету у справах мистецтв при РНК СРСР. У серпні 1937 — січні 1938 року — 1-й заступник голови Всесоюзного комітету у справах мистецтв при РНК СРСР.
Автор книг «Октябрьские дни в Воронеже» і «Ленин и Сталин».
У січні 1938 року покінчив життя самогубством (застрелився) у Москві.